# Xã Lake Hanska, Quận Brown, Minnesota
Xã Lake Hanska (tiếng Anh: Lake Hanska Township) là một xã thuộc quận Brown, tiểu bang Minnesota, Hoa Kỳ. Năm 2010, dân số của xã này là 339 người.